# Suomen Pankki
A Suomen Pankki (magyarul: Finn Bank, svédül: Finlands Bank) Finnország központi bankja, az ország korábbi hivatalos pénznemének, a márkának az egyedüli kibocsátója. A bank a Központi Bankok Európai Rendszerének tagja. A bank segédkezik Finnország gazdasági és monetáris politikájának alakításában. A Finnország Bankjáról szóló köztársasági rendelet értelmében az részvénytársasági formában működik.